# Poletuše
Poletuše (lastavice, lat., Exocoetidae), porodica morskih riba iz reda Igličarki (Beloniformes) čija je osnovna karakteristika to što su im se prsne i trbušne peraje razvile u obliku krila pomoću kojih mogu iskačući iz mora zrakom preći udaljenosti od preko 300 metara, i vremenski se u zraku zadržati do 40 sekundi.
Tijelo ovih riba je vrlo lagane građe, a imaju i veliki zračni mjehur. Porodica se sastoji od osam rodova čiji prestavnici žive uglavnom u toplim morima, dok su na Jadranu prisutne vrste Poletuša pepeljuša (Cheilopogon heterurus), riba dužine do 35 cm, sa sitnim zubima u čeljustima, a moguće ju je opaziti tek krajem ljeta i u jesen, i to na dubinama do 40 metara. 
Druga vrsta koja živi u hrvatskom Jadranu je (Exocoetus obtusirostris), tankog i duguljastog oblika koja naraste do 18 cm, a po ostalom slična je vrsti Poletuša pepeljuša. 
Vrsta Exocoetus volitans također je narodnim imenom poznata kao lastavica ili poletuša, i za nju vrijedi isto što i za E. obtusirostris. 
Četvrsta jadranska vrsta je Hirundichthys rondeletii, naraste do 35 centimetara dužine, živi na dubinama do 40 metara. I ona ima sitne zube u čeljustima i moguće ju je opaziti tek krajem ljeta i u jesen.
Afrička poletuša Parexocoetus mento, koja ne prelazi dužinu od 11 cm, također zna zalutati u Jadran, a najsjevernije je uočena kod otoka Ugljana.
Let, točnije jedrenje, ove ribe koriste kako bi pobjegle od grabežljivaca kao što je tuna, dupina i lignja, dok se one same hrane planktonom.  Žive u jatima.
- Cypselurus callopterus
- Parexocoetus hillianus

## Rodovi
1. Cheilopogon Lowe, 1841
2. Cypselurus Swainson, 1838
3. Exocoetus Linnaeus, 1758
4. Fodiator Jordan & Meek, 1885
5. Hirundichthys Breder, 1928
6. Parexocoetus Bleeker, 1865
7. Prognichthys Breder, 1928
8. Ptenonotus Ogilby, 1908

## Vanjske poveznice
|  | Zajednički poslužitelj ima još gradiva o temi Exocoetidae |
|  | Wikivrste imaju podatke o taksonu Exocoetidae             |